# 熊養中
熊養中（1535年—？），字中甫，號一衡，湖廣黃州府黃岡縣人，民籍，明朝政治人物。

## 生平
嘉靖三十四年（1555年）乙卯科湖廣鄉試第六十三名舉人，四十四年（1565年）中式乙丑科會試第一百三十六名，二甲第五十名進士。吏部觀政，授戶部主事，隆慶三年（1569年）四月升員外郎，致仕。

## 家族
曾祖熊思哲；祖父熊名山，贈經歷；父熊璦，庠生，封主事，崇祀鄉賢。母周氏（封安人）。兄熊養蒙、熊養浩、熊養純（庠生），弟熊養正（庠生）、熊養元、熊養大、熊養廉、熊養相。
子熊應龍、熊應鳳、熊應麒、熊應徵、熊應奎、熊應瑞。